# 양쓰치
양쓰치(중국어 정체자: 楊思琦, 병음: Yáng Sīqí, 한자음: 양사기, Shirley Yeung Sze Kei, 1978년 8월 7일 ~ )는 홍콩의 배우이다.